# Guioa crenata
Guioa crenata är en kinesträdsväxtart som beskrevs av Ludwig Radlkofer. Guioa crenata ingår i släktet Guioa och familjen kinesträdsväxter. Inga underarter finns listade i Catalogue of Life.